# Omegacoustic (singolo)
Omegacoustic è un singolo del gruppo musicale olandese Epica, pubblicato il 15 febbraio 2021 come secondo estratto dall'EP omonimo.

## Descrizione
Si tratta della terza traccia del disco bonus contenente nelle varie edizioni speciali dell'album ed è una versione arrangiata in chiave acustica di Omega - Sovereign of the Sun Spheres.

## Video musicale
Il video, pubblicato in concomitanza con il lancio del singolo, è stato diretto da Jens de Vos e mostra scene tratte dalla registrazione in studio del brano.

## Tracce
1. Omegacoustic – 4:29